# Alternaria thunbergiae
Alternaria thunbergiae är en svampart som beskrevs av E.G. Simmons & Alcorn 2007. Alternaria thunbergiae ingår i släktet Alternaria och familjen Pleosporaceae.   Inga underarter finns listade i Catalogue of Life.